# Nymphoides aquaticum
Nymphoides aquaticum là một loài thực vật có hoa trong họ Menyanthaceae. Loài này được Kuntze mô tả khoa học đầu tiên.